# Beatriu de Rethel
Beatriu de Rethel (c. 1130 - † 30 de març de 1185) fou una dona de la noblesa francesa i la tercera reina consort del rei Roger II de Sicília.

## Família
Beatriu va néixer entre el 1130 i el 1132 com la filla gran i un dels nous fills d'Ithier, comte de Rethel, i Beatriu de Namur. El seu pare fou comte de Rethel del 1158 al 1171.

## Matrimoni, fills i viduïtat
El 1151 Beatriu es va casar amb Roger II de Sicília. El seu mandat com a consort va durar només tres anys, perquè Roger va morir el 26 de febrer de 1154. Beatriu estava embarassada de tres setmanes quan el seu marit va morir, i la seva única filla, Constança I de Sicília, va néixer el novembre d'aquell any. Ella es va casar amb Enric VI, emperador del Sacre Imperi Romanogermànic, amb qui va tenir un fill, Frederic II, que va heretar el tron.
Beatriu va sobreviure al seu marit trenta-un anys, però no hi ha constància que s'hagués casat de nou. La seva filla es va convertir en la reina del Regne de Sicília el 25 de desembre de 1194.